# A28 (Frankrijk)
De A28 is een autosnelweg gelegen in Frankrijk tussen het knooppunt met de A16 bij Abbeville in Hauts-de-France en het knooppunt met de A10 bij Tours. Tussen Abbeville en Rouen maakt de snelweg deel uit van de Autoroute des Estuaires. Bij Rouen is de weg onderbroken, waarbij de weg door de stad loopt en vervolgens over de A13 voor een traject van circa 20 kilometer.

## Beheer
Tussen Abbeville en Rouen wordt de weg beheerd door de overheid en wordt er geen tol geheven. Tussen Rouen en Alençon wordt de weg over een traject van 125 kilometer onderhouden door 'ALIS', een samenwerkingsverband van 'Bouygues TP' en 'Sanef'. Tussen Alençon en Tours is de weg in beheer van Cofiroute. Dit deel van de A28 werd pas op 14 december 2005 geopend, doordat er bij Écommoy een zeldzame keversoort werd gevonden.

## Knooppunten
- Met de A16 bij Abbeville.
- Met de A29 bij Neufchâtel-en-Bray.
- Gezamenlijk traject A28-A29 tussen Neufchâtel en Saint-Saëns.
- Met de A29 bij Buchy.
- Met de A13 bij Rouen.
- Met de A88 bij Sées.
- Met de A11 bij Le Mans (stad).
- Gezamenlijk traject A28-A11 bij Le Mans.
- Met de A11 bij Le Mans.
- Met de A10 bij Tours.